# Середньовічний Хотин
Середньовічний Хотин — фестиваль історичної реконструкції середньовіччя, який проходить в період травневих свят на території біля Хотинської фортеці в Україні. Фестиваль є міжнародним і збирає реконструкторів з України, Білорусі, Польщі, Молдови тощо. У форматі фестивалю проходить турнір з історичного середньовічного бою. Фестиваль проходить вже четвертий рік. Вперше фестиваль був організований у 2012 році та проходив з 29 квітня по 2 травня

## Фестиваль 2012 року
Перший "Середньовічний Хотин" був організований на місці проведення в 2010 - 2011 роках Битви Націй. У фестивалі взяли участь кілька сотень реконструкторів з України, Росії, Білорусі та Польщі .
Програма фестивалю включала:
1. бугурти, турніри "1 на 1" (Меч»; «Щит-Меч»; «Дворучний меч»)
2. військово-реконструкторську гру "Ратибор"
3. фаєр шоу, конкурси чоловічих та жіночих костюмів
4. показові бойові маневри
5. професійні поєдинки
6. штурм і облога фортеці
7. конкурси обладунків
8. виступи середньовічних гуртів
9. кінний турнір

Кінний турнір на фестивалі був першим масовим кінним турніром на території України, в якому проводилися поєдинки зі списами.

## Фестиваль 2013 року
"Середньовічний Хотин" у 2013 році буде проходити на тому ж місці 9-12 травня .
Програма фестивалю в 2013 році буде включати ті ж пункти, які були в 2012 і деякі інші. Додатково будуть проводитися змагальні масові бої "5 на 5".
також буде змінено формат кінного турніру. Новий формат буде включати в себе так звану "Битву столиць", в якій зійдуться бійці з Москви, Санкт Петербурга,Мінська і Кам'янець-Подільського. Облога фортеці проходитиме з використанням облогових знарядь .
На фестивалі будуть проводитись майстер-класи з середньовічних ремесел, конкурси для глядачів і учасників, проходитимуть виступи вуличних театрів і вечірнє фаєр-шоу, концерти етно-рокових груп.

### Фестиваль 2014 - 2015 року
В зв'язку з війною на сході України фестиваль не проводився.